# Roy Babbington
Roy Babbington, né le 8 juillet 1940 à Kempston, Bedfordshire, Angleterre, est un bassiste de jazz/rock fusion. Il est connu pour avoir été membre de Soft Machine, le groupe de l'école de Canterbury, de 1973 sur l'album Seven jusqu'à leur tout dernier album studio Softs en 1976. Quoiqu'il ait déjà joué avec le groupe en tant qu'invité dès 1971  sur les albums studios Fourth en 1971 et Fifth en 1972, à l'époque de Mike Ratledge et Robert Wyatt. 

## Carrière
Roy commence à jouer de la contrebasse en 1958 avec plusieurs groupes de jazz locaux, à l'âge de 17 ans, il joue avec le  Leslie Thorp Orchestra au Aberdeen Beach Ballroom. Puis après être déménagé à Londres, il rejoint le groupe Delivery avec le guitariste Phil Miller, le batteur Pip Pyle et le saxophoniste Lol Coxhill. À la même époque il commence sa carrière de musicien de studio, alors qu'il joue sur le premier album de Mike D'Abo tout simplement intitulé D'Abo sur lequel il fait la rencontre du batteur John Marshall, futur Soft Machine à partir de 1972. On le retrouve aussi sur l'album du groupe du pianiste jazz Keith Tippett de 1970 Dedicated to you but you weren't listening avec entre autres, le saxophoniste Elton Dean, le cornettiste Marc Charig, le tromboniste Nick Evans, le batteur Robert Wyatt de Soft Machine, le tout dans une pochette sobrement illustrée par les frères Martyn et Roger Dean. Toujours en 1970, il participe à l'album de Elton Dean & Just Us, intitulé Elton Dean, avec Mike Ratledge, Elton Dean, Marc Charig, Phil Howard et Nick Evans et le producteur Eddie Offord qui a aussi travaillé avec Yes et Emerson, Lake & Palmer. Et en 1971, Roy joue sur l'album Septober Energy du super-groupe Centipede, monté par Keith Tippett, entouré de musiciens de King Crimson tels que Ian McDonald et Boz Burrell, ainsi que de Nucleus comme Karl Jenkins, de Soft Machine avec Elton Dean et Robert Wyatt, ainsi que d'autres grands noms comme Julie Tippett, Zoot Money et Mike D'Abo, etc., le tout produit par Robert Fripp.

## Soft Machine
Alors qu'il avait déjà remplacé le bassiste original Kevin Ayers sur les albums Fourth en 1971 et Fifth en 1972, Roy n'était toutefois pas un membre officiel de Soft Machine, ce fut chose faite en 1973 à partir de l'album Seven auprès de Mike Ratledge aux claviers, Karl Jenkins au saxophone et au piano électrique ainsi que John Marshall à la batterie. Puis sur l'album suivant, Bundles parut en 1975, ce fut le dernier pour Ratledge qui quitta après l'enregistrement. Le regretté Allan Holdsworth joua aussi sur cet album, pour lequel il a composé deux pièces, Gone Sailing et Land of the Bag Snake. Et en 1976, le dernier album dans la longue carrière de Soft Machine, Softs avec John Etheridge comme remplaçant de Allan Holdsworth, Alan Wakeman le cousin de Rick Wakeman est au saxophone alors que Mike Ratledge ne joue du synthé que sur deux pièces seulement. 

## Après Soft Machine
Après avoir quitté Soft Machine, Babbington est resté actif sur la scène jazz britannique, jouant avec l'ensemble de Barbara Thompson, Intercontinental Express et divers groupes dirigés par le pianiste Stan Tracey. En 1979, il apparaît sur l'album Welcome to the Cruise de Judie Tzuke. Dans les années 1980 et 1990, il revient à ses racines, à la contrebasse et au pur jazz, il est connu affectueusement par la communauté musicale comme le frein à main jazz. Il a également travaillé avec Elvis Costello, Carol Grimes, Mose Allison et le Big Band de la BBC.
En 2008, il joue avec Soft Machine Legacy et remplace Hugh Hopper comme bassiste en 2009.

## Discographie
Mike D'Abo
- 1970 D'Abo

Carol Grimes and Delivery
- 1970 : Fools Meeting

Mike Cooper
- 1970 : Trout Steel

Keith Tippett
- 1970 : Dedicated to you but you weren't listening
- 1972 : Blueprint

Chris Spedding
- 1970 : Backwood Progression

Elton Dean & Just Us
- 1971 : Elton Dean

Centipede
- 1971 : Septober Energy - Produit par Robert Fripp.

Ian Carr
- 1972 : Belladonna - Avec Allan Holdsworth, Dave MacRae, etc.

Alexis Korner
- 1972 : Bootleg Him - Joue sur Jesus is just allright.

Mike Gibbs Band
- 1972 : Just Ahead

Harvey Andrews
- 1972 : Writer of Songs
- 1973 : Friends of Mine

Solid Gold Cadillac
- 1972 : Solid Gold Cadillac
- 1973 : Brain Damage

Ovary Lodge
- 1973 : Ovary Lodge - Produit par Robert Fripp.

Soft Machine
Albums studio
- 1973 : Seven
- 1975 : Bundles
- 1976 : Softs

Albums live
- 2003 : BBC Radio 1971-1974
- 2005 : British Tour ´75
- 2006 : Floating World Live - Enregistré en 1975
- 2010 : NDR Jazz Workshop Hamburg, Germany - Enregistré en 1973.
- 2015 : Switzerland 74

Compilations
- 1977 : Triple Echo
- 1995 : The Best of Soft Machine – The Harvest Years – Anthology 1975–1978

Ian Carr/Nucleus
- 1973 : Labyrinth

Chris Youlden
- 1973 : Nowhere Road

Sandy Davis
- 1974 : Inside Every Fat Man

Julian Brook
- 1974 : Portrait

Intercontinental Express
- 1977 : London

City Boy
- 1978 : Book Early

Charles Austin / Roy Babbington / Joe Gallivan
- 1979 : Home From Home

Graham Collier
- 1978 : The Day Of The Dead

Judie Tzuke
- 1979 : Welcome to the Cruise

Stan Tracey Quartet
- 1980 : South East Assigment
- 1984 : The Poets' Suite

Spectrum
- 1982 : Tribute to Monk

Stan Tracey With Roy Babbington
- 1986 : Stan Tracey Plays Duke Ellington

Charlie Rouse
- 1987 : Playin' in the yard

Stan Tracey
- 1979 : We Still Love You Madly

Alan Skidmore Quartet
- 1992 : East to West

Robert Wyatt
- 1994 : Flotsam Jetsam - Compilation

Geoff Eales
- 1998 : Mountains of Fire

Elvis Costello
- 1999 : The Best of Elvis Costello - Compilation

A Tribute To
- 2007 : A Tribute to Joni Mitchell

Soft Machine Legacy
- 2010 : Live Adventures
- 2013 : Burden of Proof

Collaborations
- 1971 : Fourth de Soft Machine
- 1972 : Fifth de Soft Machine
- 2005 : Soft Machine & Heavy Friends Enregistré en 1971.

## DVD
- 2006 : Soft Machine Legacy: New Morning - The Paris Concert
- 2015 : Romantic Warriors III: Canterbury Tales